# A Alexander Fleming
A Alexander Fleming és un monument situat a la façana posterior de l'edifici del Col·legi de Cirurgia, als jardins del mateix nom del Raval de Barcelona.

## Història i descripció
En un primer moment, es va pensar de posar-lo a la Rambla, però l'Acadèmia de Medicina va demanar poder-lo tenir a la seva seu.
El 26 de gener del 1956 es va inaugurar el bust del doctor Alexander Fleming (1881-1955), obra de Josep Manuel Benedicto. Es troba en una fornícula sobre una font, i a sobre s'hi va posar una làpida amb la següent inscripció: BARCELONA A SIR ALEXANDER FLEMING.